# Cratere Wallace (Marte)
Wallace è un cratere sulla superficie di Marte.
Il cratere è dedicato al naturalista, esploratore, geografo, antropologo e biologo britannico Alfred Russel Wallace.